# Língua de sinais chinesa
A língua de sinais chinesa ou língua gestual chinesa é a língua de sinais através da qual a comunidade surda, na China, se comunica.
Foi desenvolvida no Século XIV. A primeira escola a usar esta língua de sinais foi criada pelo missionário estadunisense C.R. Mills e sua esposa, em 1887. Esta língua não sofreu influência da ASL.
A língua de sinais chinesa tem-se difundido na China, através de escolas, no entanto, muitos dos surdos chineses que não estão em contacto com a comunidade, tendem a continuar usando sinais familiares.
A Associação de Surdos Chinesa (ROC) foi criada, essencialmente, pelos surdos dos EUA, com o objectivo de promover a comunidade surda na China.